# (6047) 1991 TB1
(6047) 1991 TB1 est un astéroïde Apollon et aréocroiseur découvert en 1991.

## Description
(6047) 1991 TB1 a été découvert le 10 octobre 1991 à l'observatoire Palomar, situé au nord de San Diego en Californie, par P. Rose.

### Caractéristiques orbitales
L'orbite de cet astéroïde est caractérisée par un demi-grand axe de 1,45 UA, un périhélie de 0,94 UA, une excentricité de 0,35 et une inclinaison de 23,47° par rapport à l'écliptique. Du fait de ces caractéristiques, à savoir un demi-grand axe supérieur à 1 UA et un périhélie inférieur à 1,017 UA, il est classé comme astéroïde Apollon.

### Caractéristiques physiques
(6047) 1991 TB1 a une magnitude absolue (H) de 17,8 et un albédo estimé à 0,187.